# محمد رمضان (ملاكم)
محمد رمضان (23 أغسطس 1986 - ) هو ملاكم مصري، صنّف ضمن فئة وزن الخفيف. شارك في الألعاب الأولمبية الصيفية 2012.

## وصلات خارجية
- محمد رمضان على موقع أوليمبيديا (الإنجليزية)